# Anopheles hancocki
Anopheles hancocki este o specie de țânțari din genul Anopheles, descrisă de Edwards în anul 1929. Conform Catalogue of Life specia Anopheles hancocki nu are subspecii cunoscute.